# 二本松嘉瑞

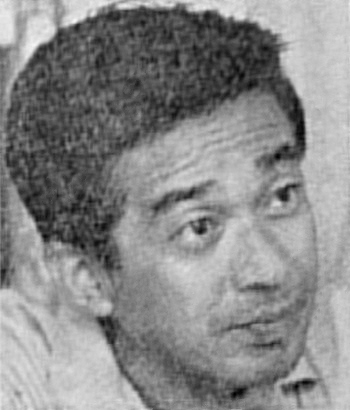

二本松 嘉瑞（にほんまつ かずい、1922年4月9日 - 没年不明)は、日本の元映画監督。神奈川県鎌倉市出身。出生地は福島県。
松竹が製作した唯一の怪獣映画『宇宙大怪獣ギララ』の監督として知られる。

## 経歴
早稲田大学商学部卒業後、同大学文学部演劇科在籍のまま、1948年に松竹大船撮影所に入社。木下惠介、黒澤明などの助監督を担当した。
1951年の『少年期』では助監督として参加するほか、倉木先生役で出演。これは木下惠介の指名によるもので、木下は脚本の執筆段階から倉木先生役に二本松を起用することを考えていたのだとされる
1960年に渡米し、ハリウッドで合成特殊技術を学ぶ。
1964年、『恋人よ』により監督デビューした。

## 作品
- 『カルメン故郷に帰る』（1951年、木下惠介監督）- 助監督
- 『少年期』（1951年、木下惠介監督）- 助監督、出演（倉木先生 役）
- 『白痴』（1951年、黒澤明監督）- 助監督
- 『息子の青春』（1952年、小林正樹監督）- 助監督
- 『恋人よ』（1964年）- 監督・脚本
- 『調子のいい奴 いたずらの天才』（1965年）- 監督・脚本（若井基成と共同）
- 『宇宙大怪獣ギララ』（1967年）- 監督・脚本（元持栄美、石田守良と共同）
- 『昆虫大戦争』（1968年）- 監督